# Both Sides
Both Sides é o quinto álbum de estúdio do cantor Phil Collins, lançado em 1993.
| Críticas profissionais                                                      | Críticas profissionais |
| Avaliações da crítica                                                       | Avaliações da crítica  |
| Fonte                                                                       | Avaliação              |
| --------------------------------------------------------------------------- | ---------------------- |
| allmusic                                                                    | [ 2 ]                  |
| Rolling Stone                                                               | [ 3 ]                  |
| Esta tabela precisa de ser acompanhada por texto em prosa. Consulte o guia. |                        |

## Faixas
Todas as canções compostas, interpretadas e produzidas por Phil Collins.
1. "Both Sides of the Story" – 6:43
2. "Can't Turn Back the Years" – 4:40
3. "Everyday" – 5:43/4:53
4. "I've Forgotten Everything" – 5:15
5. "We're Sons of Our Fathers" – 6:24
6. "Can't Find My Way" – 5:08
7. "Survivors" – 6:05
8. "We Fly So Close" – 7:33
9. "There's a Place for Us" – 6:53
10. "We Wait and We Wonder" – 7:01
11. "Please Come Out Tonight" – 5:47

## Desempenho nas paradas

### Álbum
| Paradas (1993) | Melhor posição. |
| -------------- | --------------- |
| Billboard 200  | 13              |

### Singles
| Ano  | Single                    | Parada             | Posição. |
| ---- | ------------------------- | ------------------ | -------- |
| 1993 | "Both Sides of the Story" | Adult Contemporary | 10       |
| 1993 | "Both Sides of the Story" | Mainstream Rock    | 24       |
| 1993 | "Both Sides of the Story" | Billboard Hot 100  | 25       |
| 1993 | "Both Sides of the Story" | Billboard Hot 100  | 50       |
| 1993 | "Both Sides of the Story" | Top 40 Mainstream  | 8        |
| 1994 | "Everyday"                | Adult Contemporary | 2        |
| 1994 | "Everyday"                | Billboard Hot 100  | 24       |
| 1994 | "Everyday"                | Top 40 Mainstream  | 32       |